# Колумбит
Колумби́т, или ниобит — минерал класса окислов и гидроокислов, ниобат железа и марганца, конечный (ниобиевый) член ряда танталит — колумбит с химической формулой (Fe, Mn)(Nb, Ta)2O6.
Назван в честь Христофора Колумба (по другой версии назван по месту обнаружения в XVII веке — в Колумбии).
В 1844 году Генрих Розе обнаружил в минерале химические элементы — ниобий (раньше этот элемент называли колумбием) и тантал.

## Описание
Встречается в гранитных пегматитах, альбитизированных гранитах, накапливается в россыпях. Кристаллы пластинчатые, таблитчатые, часто встречаются сростки, реже — сплошные массы.
Содержит до 80 % Nb2O5 и 20 % FeO. Встречаются примеси Ta2O5 (до 25 %), MgO (до 9,5 %), СаО (до 2 %), Al2О3 (до 1,4 %), Sc2О3 (до 2 %), SiO2 (до 2 %), ТіО2 (до 4,6 %).
Часто залегает совместно с альбитом, вольфрамитом, кварцем, мусковитом, касситеритом, турмалином, цирконом.
Колумбит с преобладанием железа называют ферроколумбитом, марганца — манганоколумбитом. В Мозамбике обнаружен радиоактивный минерал с примесью иттрия, названый иттроколумбитом.

## Месторождения
Встречается в Нигерии, Замбии, Конго (Киншаса), Мозамбике, Руанде, Австралии, на островах Мадагаскар, Гренландия, в Бразилии, Боливии (самые крупные кристаллы), США (Северная Дакота, Коннектикут, Техас, Виргиния), Норвегии (вольфрамистый колумбит), Швеции, Финляндии (скандистый колумбит), России (Ильменские горы), Таджикистане (магниевый колумбит), Германии (Верхний Пфальц), Польше (Нижняя Силезия).

## Применение
Колумбит является важной рудой ниобия. Руда обогащается гравитационными методами, магнитной и электростатической сепарацией. Кристаллы ценятся коллекционерами.